# 나폴레옹과자점
나폴레옹과자점(Napoleon Bakery)는 대한민국의 제과제빵 기업이다. 나폴레옹과자점은 한국 최초의 제과점 중 하나이며, 단일 점포로는 한국 최대의 제과점이다. 1968년 2월 성북구 동소문동 삼선교/한성대입구역 자리에 처음 문을 연 후, 잠실, 압구정, 대치점이 문을 열었으며, 성북천 복개 공사로 인하여 본점이 100여m 이동하여 성북점으로 재오픈했다. 가장 마지막으로는 2010년 9월 목동점이 오픈했다.